# Friedel Schön
Friedel Schön (* 7. Februar 1914 in Frankfurt am Main; † 2005 ebenda) war ein deutscher Motorradrennfahrer.

## Karriere
Seine Karriere als Motorradrennfahrer begann Schön Anfang der 1930er Jahre. 1933 siegte er auf einer 250-cm³-Bücker-J.A.P. beim Rennen Rund um Schotten, das zur Deutschen Meisterschaft zählte.
1948 kam Friedel Schön aus englischer Kriegsgefangenschaft zurück und wurde 1949 mit Siegen beim Mai Pokal Rennen, auf dem Nürburgring, bei Rund um Schotten, dem Hamburger Stadtparkrennen und dem Nürnberger Norisring-Rennen mit Höchstpunktzahl Deutscher Motorrad-Straßenmeister in der 250-cm³-Klasse und das mit derselben Bücker-J.A.P., mit der er schon 1933 in Schotten gewonnen hatte. Dass ein Rennfahrer in einem Abstand von 16 Jahren zweimal auf derselben Maschine auf ein und derselben Rennstrecke gewann, dürfte weltweit einmalig sein.
Zweimal war Friedel Schön Deutscher Zementbahnmeister, einmal auf 250-cm³-Bücker-J.A.P. und einmal auf einer von Harald Oelerich 1949/50 aufgebauten 350er-Horex. Beim Feldbergrennen war er 1950 Doppelsieger der Saugmotoren-Klassen bis 125 cm³ auf Vespa vor Willi Thorn, ebenfalls auf Vespa, und bis 350 cm³ auf der Oelerich-Horex. 1952 wurde Schön von Horex als Werksfahrer verpflichtet. Hinter Siegfried Wünsche (DKW) belegte er 1953 auf einer 350-cm³-Einzylinder-Schnell-Horex den zweiten Platz bei den Rennen am Großen Feldberg im Taunus.
Friedel Schön hat in seiner Laufbahn Siege in allen Soloklassen aufzuweisen: 125, 250, 350 cm³ und als Werksfahrer auch zwei Siege auf der 500-cm³-Horex-Imperator: 1952 in Hockenheim und beim AVUS-Rennen auf der AVUS-Rennstrecke in Berlin. Als sich Horex 1954 vom Motorsport zurückzog, beendete auch er seine Rennfahrerlaufbahn. Später betrieb er im Frankfurter Ostend eine Tankstelle.
Friedel Schön starb 2005 im Alter von 91 Jahren.

## Statistik

### Titel
- 1949 – Deutscher 250-cm³-Meister auf Bücker-J.A.P.
- 1950 – Deutscher 250-cm³-Zementbahnmeister auf Bücker-J.A.P.
- 1951 – Deutscher 350-cm³-Zementbahnmeister auf Horex

### Rennsiege
| Jahr | Klasse  | Maschine      | Rennen           | Strecke        |
| ---- | ------- | ------------- | ---------------- | -------------- |
| 1933 | 250 cm³ | Bücker-J.A.P. | Rund um Schotten | Schottenring   |
| 1949 | 250 cm³ | Bücker-J.A.P. | Rund um Schotten | Schottenring   |
| 1952 | 500 cm³ | Horex         | Mai Pokal Rennen | Hockenheimring |
| 1952 | 500 cm³ | Horex         | AVUS-Rennen      | AVUS           |